# Sam Hoskin
Samuel Lonzo Hoskin, detto Sam (Detroit, 29 dicembre 1979), è un ex cestista statunitense naturalizzato libanese.

## Carriera
Con il Libano ha disputato i Campionati asiatici del 2011.